# Megachile rubtzovi
Megachile rubtzovi är en biart som beskrevs av Cockerell 1928. Megachile rubtzovi ingår i släktet tapetserarbin, och familjen buksamlarbin. Inga underarter finns listade i Catalogue of Life.